# Cantr II
Cantr II är en MUD, ett MMORPG, eller kanske mest ett internetrollspel, där det finns ett stort antal spelare som spelar med ett ännu större antal karaktärer som alla tillsammans formar olika samhällen i en virtuell värld. Det finns samhällen där man talar olika språk, språkgrupperna spelar i olika delar av samma virtuella värld. För närvarande kan man spela Cantr II på engelska, tyska, holländska, franska, spanska, ryska, esperanto, svenska, polska, turkiska, portugisiska, litauiska och kinesiska. Möten mellan dessa språkgrupper uppstår ibland, men till absolut största delen spelas varje karaktär inom den egna språkgruppen.
Man kan försöka spela världens mest berömda politiker, den fruktade brottslingen, den listigaste militära befälhavaren, den rikaste entreprenören, eller den älskade byfånen. Man skapar sin egen karaktär, det är bara en själv som sätter gränserna. Utmaningen är att konsekvent utveckla sin karaktär och uppnå de mål man själv satt upp. 
Cantr II är ett långsamt spel. Många spelare spelar bara ett par minuter per karaktär varje dag vilket gör att ett möte med en annan karaktär kan ta flera dagar att spela. Spelet är designat för spelare som har mer att göra än att bara spela spel. Man kan spela upp till femton karaktärer.